# MAI (skivbolag)

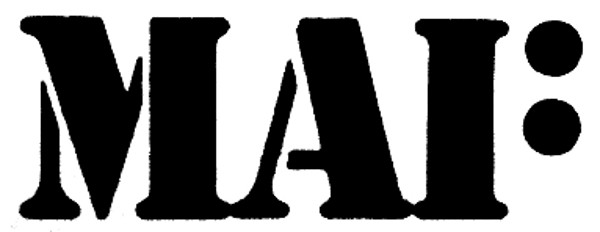
MAI:s logotyp.

MAI var ett norskt skivbolag som var verksamt i Oslo och existerade 1973–1983.
MAI startades 1973 av Forlaget Oktober och den vänsterinriktade musikerföreningen Samspill. Skivbolaget, som hade koppling till det maoistiska partiet Arbeidernes kommunistparti AKP (m-l), gav ut 74 LP-skivor och 16 singlar innan nedläggningen 1983.
Den närmaste motsvarigheten till MAI i Sverige var Oktoberförlagets fonogramavdelning.